# Mary Higgins Clark
Mary Higgins Clark (născută Mary Theresa Eleanor Higgins; n. 24 decembrie 1927, New York City, New York, SUA – d. 31 ianuarie 2020, Naples⁠(d), Florida, SUA) a fost o autoare de romane polițiste americană.

## Biografie
Mary Higgins s-a născut și a crescut în New Yorker Bronx, fiind fiica unor emigranți irlandezi. A avut zece ani, când tatăl, proprietar al restaurantului "Higgins Bar and Grillhouse" din Bronx, a murit de un infarct miocardic.
După terminarea liceului a absolvit o școală postliceală ca secretară și a lucrat după aceea ca secretară într-o agenție de publicitate și ca  stewardesă la Pan Am.
După căsătoria cu prietenul ei Warren Clark în 1949, a început să scrie. După multe respingeri, a publicat în 1956 prima povestire (Stowaway) pentru un onorariu de 100 dolari, în ziarul Extension magazine. 
După moartea soțului în 1964, a rămas cu cinci copii (Carol, Marilyn, Patty, Warren und David). Primul ei roman Aspire to the Heavens (1969), un roman biografic despre George Washington, s-a vândut prost. Cinci ani mai târziu, a încercat din nou, cu  Where are the children? . Simon & Schuster au cumpărat dreptul de autor pentru 3000 de dolari. Cartea a fost publicată în 1975, ajungând un bestseller.
Următorul roman, A Stranger Is Watching (1977), a avut un succes și mai mare și a fost distins cu renumitul Grand prix de littérature policière. Pentru acest al doilea roman polițist, a primit deja 1,5 milioane dolari. De atunci a publicat peste 25 de romane polițiste, care numai în Statele Unite ale Americii s-au vândut mai mult de 80 de milioane de exemplare. Unele au fost ecranizarea pentru televiziune.
Între 1974 și 1979 a urmat cursurile Universității Fordham, absolvind filozofia.
A fost în 1987 președinta societății Mystery Writers of America și a primit în 2000 premiul Grand Master Award pentru întreaga sa operă. Din 2001 există premiul literar, ''The Simon & Schuster - Mary Higgins Clark Award''. În 2010 a fost omagiată cu Agatha Award (Malice Domestic Award for Lifetime Achievement) pentru munca viața ei de până atunci. O altă mare recunoaștere pentru întreaga sa activitate primește Clark, în 2012 cu Anthony Award.
În 1996, s-a căsătorit cu John J. Conheeney. Fiicele Carol Higgins Clark și Mary Jane Clark, sunt de asemenea, scriitoare.
Locuia împreună cu familia în Saddle River, New Jersey.

### Ficțiune
- 1968 Aspire to the Heavens (2000 Mount Vernon Love Story)
- 1975 Where Are The Children?
- 1977 A Stranger is Watching
- 1980 The Cradle Will Fall
- 1982 A Cry in the Night
- 1984 Stillwatch
- 1987 Weep No More, My Lady
- 1989 While My Pretty One Sleeps
- 1989 The Anastasia Syndrome and Other Stories
- 1990 "Voices in the Coal Bin"
- 1991 Loves Music, Loves to Dance
- 1992 All Around the Town
- 1993 I'll Be Seeing You
- 1993 Death on the Cape and Other Stories
- 1993 Milk Run and Stowaway
- 1994 Remember Me
- 1994 The Lottery Winner and Other Stories
- 1995 Let Me Call You Sweetheart
- 1995 Silent Night
- 1996 Moonlight Becomes You
- 1996 My Gal Sunday: Henry and Sunday Stories
- 1997 Pretend You Don't See Her
- 1998 You Belong to Me
- 1998 All Through The Night
- 1999 We'll Meet Again
- 2000 Before I Say Good-Bye
- 2000 Deck the Halls
- 2001 On The Street Where You Live
- 2001 He Sees You When You're Sleeping
- 2002 Daddy's Little Girl
- 2003 The Second Time Around
- 2004 Nighttime Is My Time
- 2004 The Christmas Thief
- 2005 No Place Like Home
- 2006 Two Little Girls in Blue
- 2006 Santa Cruise
- 2007 Ghost Ship: A Cape Cod Story
- 2007 I Heard That Song Before
- 2008 Where Are You Now?
- 2008 Dashing Through the Snow
- 2009 Just Take My Heart
- 2010 The Shadow of Your Smile
- 2011 I'll Walk Alone
- 2011 The Magical Christmas Horse
- 2012 The Lost Years
- 2013 Daddy's Gone A Hunting
- 2014 I've Got You Under My Skin
- 2014 The Cinderella Murder
- 2015 The Melody Lingers On
- 2015 All Dressed in White

### Non-fiction
- 2001 Kitchen Privileges, A Memoir

## Opere traduse în limba română
- Unde sunt copiii? (Editura Olimp, 1994)
- Noapte de vis (Editura Rao Books , 1997)
- Enigme (Editura Lider, 2002)
- Revelația (Editura Orizonturi, 2003)
- Fără scăpare (Editura Lider, 2003)
- Casa blestemata (Editura Orizonturi, 2005)
- Escrocheria (Editura Orizonturi, 2005)
- Pasărea nopții (Editura Orizonturi, 2006)
- Anii pierduți (Editura Litera, 2012)
- Amintiri periculoase (Editura Lider, 2012)
- Identitate furată (Editura Litera, 2014, ISBN 9786066867092)

## Ecranizări
- 1982 A Stranger Is Watching
- 1986 Where Are The Children?
- 2002 We'll Meet Again
- 2002 Lucky Day
- 2002 All Around The Town

## Adaptări pentru televiziuni
- 1992 Double Vision
- 1992 Terror Stalks the Class Reunion⁠(fr)[traduceți]
- 1995 Remember Me
- 1997 Let Me Call You Sweetheart
- 1998 Moonlight Becomes You
- 2001 You Belong to Me
- 2001 Loves Music, Loves to Dance
- 2002 Pretend You Don't See Her
- 2002 Haven't We Met Before?
- 2002 We'll Meet Again
- 2004 I'll Be Seeing You
- 2004 Try to Remember
- 2014 My Gal Sunday